# 2024年秘魯APEC峰會
2024年秘魯APEC峰會又稱亚太经济合作组织第31次领导人非正式会议，是亚太经济合作组织的年度会议，于2024年11月15日至16日在秘鲁举行。這也是秘魯第三次舉辦APEC峰會。来自亚太地区21个经济体的政府首脑、部长级官員出席此次峰会。此次峰會主要討論自由贸易、可持續發展、能源转型等議題。

## 与会人员
- 峰會合影[a]

| 2024年亞太經合組織經濟領袖會議的與會者 | 2024年亞太經合組織經濟領袖會議的與會者 | 2024年亞太經合組織經濟領袖會議的與會者 | 2024年亞太經合組織經濟領袖會議的與會者 |
| 经济体成员                             | APEC的代表名称                         | 职务                                   | 名称                                   |
| -------------------------------------- | -------------------------------------- | -------------------------------------- | -------------------------------------- |
| 澳洲                                   | Australia                              | 總理                                   | 安東尼·阿爾巴尼斯                      |
| 汶萊                                   | Brunei Darussalam                      | 苏丹                                   | 哈山納·包奇亞                          |
| 加拿大                                 | Canada                                 | 總理                                   | 賈斯汀·杜魯道                          |
| 智利                                   | Chile                                  | 总统                                   | 加夫列尔·博里奇                        |
| 中華人民共和國                         | People's Republic of China             | 国家主席                               | 习近平                                 |
| 中國香港                               | Hong Kong, China                       | 行政長官                               | 李家超                                 |
| 印度尼西亞                             | Indonesia                              | 总统                                   | 普拉博沃·苏比延多                      |
| 日本                                   | Japan                                  | 內閣總理大臣                           | 石破茂                                 |
| 大韓民國                               | Republic of Korea                      | 總統                                   | 尹锡悦                                 |
| 馬來西亞                               | Malaysia                               |                                        | 安华·依布拉欣                          |
| 墨西哥                                 | Mexico                                 | 經濟部長                               | 马塞洛·埃布拉德                        |
| 紐西蘭                                 | New Zealand                            | 總理                                   | 克里斯托弗·盧克森                      |
| 巴布亞紐幾內亞                         | Papua New Guinea                       | 副总理                                 | 約翰·魯索                              |
| 秘魯                                   | Peru                                   | 总统                                   | 迪娜·博鲁阿特（東道主）                |
| 菲律賓                                 | Philippines                            | 代理贸易和工业部长                     | 克里斯蒂娜·奥尔迪格-罗克               |
| 俄羅斯                                 | Russia                                 | 副总理                                 | 阿列克谢·奥韦尔丘克                    |
| 新加坡                                 | Singapore                              | 总理                                   | 黃循財                                 |
| 中華臺北                               | Chinese Taipei                         | 领袖代表                               | 林信義                                 |
| 泰國                                   | Thailand                               | 首相                                   | 佩通坦·欽那瓦                          |
| 美國                                   | United States                          | 总统                                   | 乔·拜登                                |
| 越南                                   | Viet Nam                               | 国家主席                               | 梁強                                   |

## 脚注
1. ↑  日本首相石破茂因故未參與合影
2. ↑  中华人民共和国法律上的政府首脑是国务院总理，国家主席根据宪法规定是一个礼仪性职位，不过自1993年以来（除几个月的过渡期外），中共中央总书记（最高领导职务）一直兼任中国国家主席，因此最高领导人同时拥有中共中央总书记的权力和国家主席的身分。
3. ↑  香港于1991年以“Hong Kong（香港）”名义加入。1997年，香港移交中华人民共和国后，名义改为“Hong Kong, China（中国香港）”。
4. ↑  墨西哥新任总统克劳迪娅·辛鲍姆因与秘鲁总统博鲁阿特存在私人恩怨不愿前来，改由经济部长出席[5]
5. ↑  菲律宾总统小马科斯因需要应对该国台风袭击局势不便与会，改派贸易和工业部长出席[6]
6. ↑  因俄罗斯入侵乌克兰事件，俄罗斯总统弗拉基米尔·普京被国际刑事法院通缉，而主办国秘鲁也是该法院成员国之一（英语：States parties to the Rome Statute），并因此很可能遭该国应司法部要求的逮捕，有鉴于此，俄罗斯决定改派副总理作为其代表参加峰会。
7. ↑  

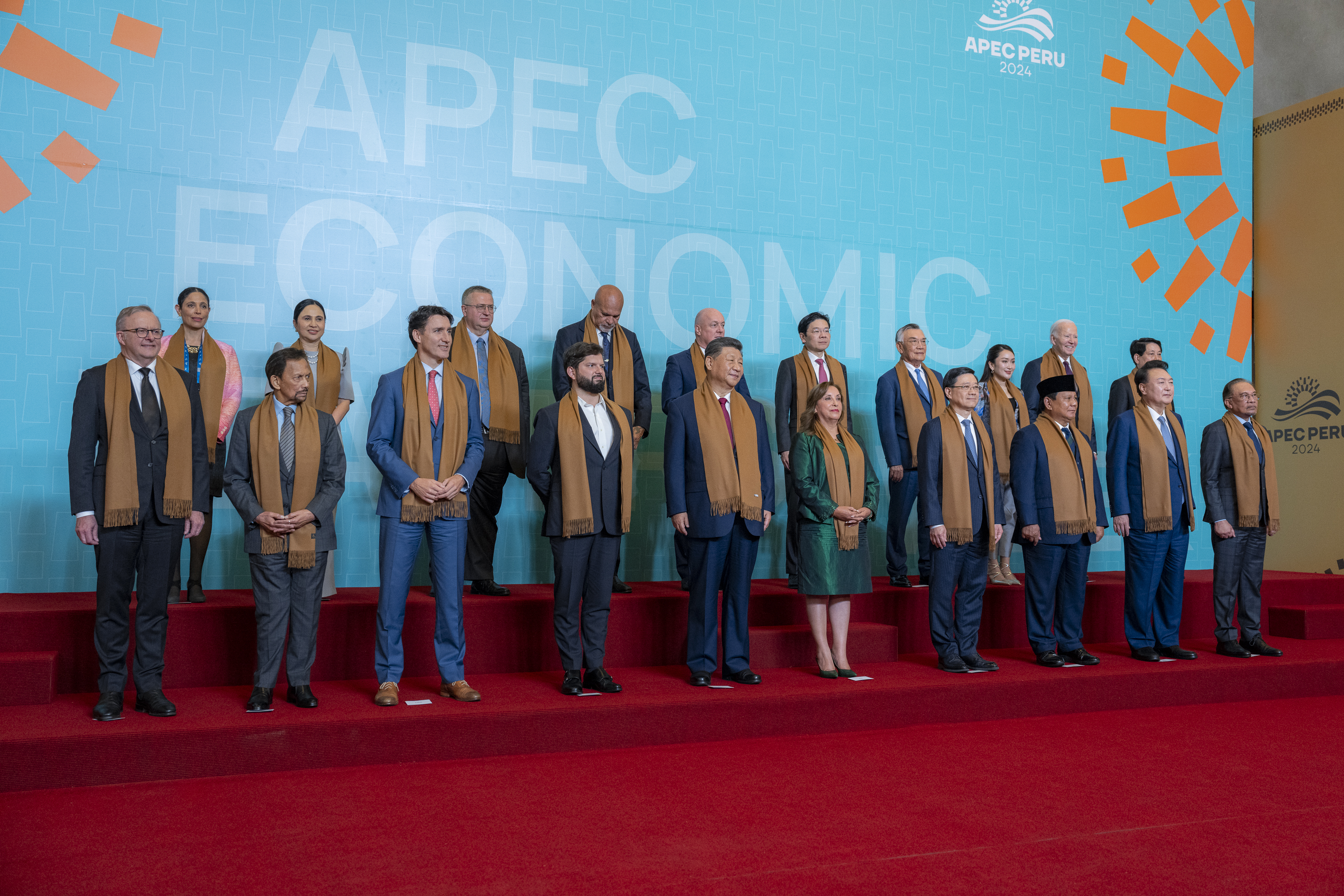
峰會合影

由于台海两岸关系，臺灣不能以“中華民國”或“臺灣”为名号参加，取而代之以“Chinese Taipei（中華台北）”参加。现时中華民國總統不能以此身份亲自参加会议，只能委派负责经济事务的部长级官员或者总统指定人选作为代表参加会议。
8. ↑  越南的政府首腦為政府總理，越南共產黨中央委員會總書記為越南最高領導人，掌握黨政軍大權，越南國家主席則為名義上的國家元首。